# 段献忠

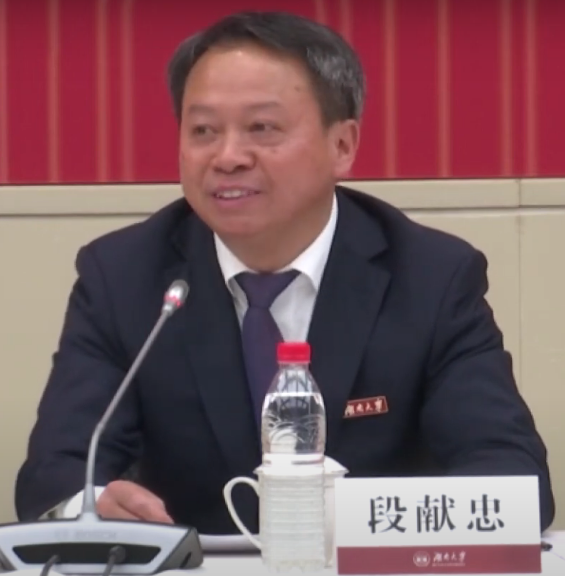
段献忠（2023年4月）

段献忠（1966年—），男，湖南冷水江人，中国电力系统及其自动化专家，教授、博士生导师。

## 生平
1987年毕业于华中理工大学电力工程系，1989年取得华中理工大学电力系统及其自动化专业硕士学位，1992年取得华中理工大学工学博士学位。1995年5月在华中科技大学工作，历任能源学院电力工程系主任，研究生院副院长兼培养处处长，电气与电子工程学院副院长、院长。2008年7月任华中科技大学副校长，2015年7月任华中科大常务副校长。2016年1月任湖南大学校长。